# Monuments nationaux de Neum
Cet article recense les monuments nationaux situés sur le territoire de la municipalité de Neum en Bosnie-Herzégovine et dans la fédération de Bosnie-et-Herzégovine. La liste établie par la Commission pour la protection des monuments nationaux compte 7 monuments nationaux inscrits sur la liste principale et 1 monument inscrit sur une liste provisoire.

## Monuments nationaux
| Monument                                            | Localité             | Géolocalisation | Datation             | Commentaire éventuel                                       | Photo |
| --------------------------------------------------- | -------------------- | --------------- | -------------------- | ---------------------------------------------------------- | ----- |
| Forteresse de Hutovo                                | Hutovo               |                 | XVIIIe siècle ?      |                                                            |       |
| Inscription de Radovac Vukanović à Novkovića klanac | Hutovo-Gornje Hutovo |                 | XVe siècle           | Dans le lapidarium de l'église catholique de Gornje Hutovo |       |
| Église Sainte-Anne de Gradac                        | Gradac               |                 | Avant 1619           | Église catholique                                          |       |
| Nécropole de Crkvina                                | Hutovo               |                 | Moyen Âge            | Avec 101 stećci                                            |       |
| Nécropole de Brštanica                              | Brštanica            |                 | Moyen Âge            | Avec 74 stećci                                             |       |
| Nécropole de Međugorje                              | Glumina              |                 | Moyen Âge            | Avec 62 stećci                                             |       |
| Site archéologique de Vranjevo Selo                 | 2 km à l'est de Neum |                 | Antiquité, Moyen Âge | Ruines d'une localité romaine et nécropole avec des stećci |       |